# Benidorm
Benidorm (af arabisk Beni-Darhim = Darhims sønner) er en valenciansk kystby og kommune beliggende i Alicante-provinsen ved Costa Blanca på Spaniens østkyst med facaden ud til Middelhavet.

## Benidorm og bikinien
I 1950'erne talte spanierne ikke om turismo, men om veraneo (= sommerferie). Borgmester Pedro Zaragoza Orts (1922-2008) i Benidorm anede muligheder. I 1959 underskrev han et vedtag om, at det var tilladt at gå med bikini på Benidorms strand. Solhungrende turister fra Nordeuropa ankom til byen; men en rasende ærkebiskop indledte en ekskommunikationsproces mod Orts, der ikke så anden udvej end at tage sin Vespa og køre den lange vej (ni timer) til Madrid for at møde general Franco. Ekskommunikation indebar, at man hverken kunne indehave en offentlig stilling eller studere. Orts fik generalen på sin side. Bikinien blev, mens ærkebiskoppen indstillede processen.

## Nyere historie
Som følge af finanskrisen faldt antallet af turister i 2009 og 2010, men siden er turisterne vendt tilbage, og i 2016 satte Benidorm rekord med over 11 millioner hotelovernatninger, svarende til cirka 2 millioner personer.
I Benidorm er opført Gran Hotel Bali, som med sine 186 meter er Europas højeste hotel. Den højeste bygning i byen er det 200 meter høje Intempo, den højeste bygning i Spanien uden for Madrid.